# Andamansko morje
Andamánsko mórje (bengalščina: আন্দামান সাগর; Hindi: अंडमान सागर) je vodno telo, ki se nahaja med polotokom Indokino ter Andamanskimi in Nikobarskimi otoki ter Sumatro. Na jugovzhodu meji na Bengalski zaliv, južno na Mjanmar, zahodno na Tajsko, severozahodno na Malajski polotok in vzhodno od Andamanskih otokov, po katerih je dobil svoje ime. Je robno morje Indijskega oceana.
Morje se tradicionalno uporablja za ribolov in prevoz blaga med obalnimi državami in njenimi koralnimi grebeni in otoki, ki so priljubljene turistične destinacije. Ribolovna in turistična infrastruktura sta bili hudo poškodovani v potresu in cunamiju leta 2004.

## Obseg
Na jugovzhodnem delu se Andamansko morje zoži in tvori Melaški preliv, ki loči Malajski polotok od otoka Sumatra.
Mednarodna hidrografska organizacija opredeljuje meje "Andamaskega morja", kot sledi:
 Na jugozahodu: od črte, ki teče od Oedjong Raja (5°32′N 95°12′E / 5.533°N 95.200°E) na Sumatri do Poeloe Bras (Breuëh) in prek Zahodnih otokov skupine Nicobar do Sandy Point na otoku Little Andaman, na tak način, da se vse omejene vode nanašajo na Andamansko morje.
Na severozahodu: vzhodna meja Bengalskega zaliva [črte, ki teče od Cape Negrais (16 ° 03'N) v Mjanmar prek večjih otokov skupine Andamani na tak način, da vse omejene vode med otoki ležijo na zahodu črte in so izključeni iz Bengalskega zaliva, kolikor je točka otoka Litlle Andaman].
Na jugovzhodu države: od črte, ki povezuje Lem Voalan (7 ° 47'N) na Tajskem v Pedropunt (5 ° 40 "N) na Sumatri. 

## Geologija
Povprečna globina morja je približno 1000 metrov. Severni in vzhodni del je plitvejši kot 180 metrov zaradi mulja, ki ga reka Iravadi deponirana. Ta glavna reka se izliva v morje s severa iz Mjanmara. Zahodni in osrednji del območja je globok 900-3,000 metrov. Manj kot 5% morja je globlje od 3000 metrov, v sistemu podmorskega jarka vzhodno od grebena Andamani-Nikobari globina presega 4000 metrov. Na morskem dnu so kamenčki, gramoz in pesek.

### Tektonika oceanskega dna
V smeri grobo sever-jug na morskem dnu v Andamanskem morju je meja med dvema tektonskima ploščama, burmansko ploščo in sundsko ploščo. Ti plošči (ali mikro plošči) sta bili prej del večje evrazijske plošče, a sta nastali zaradi dejavnosti gubanja, ki se je okrepilo, ko je indijska plošča začela svojo pot oziroma trčenje z evrazijsko celino. Rezultat je bil nastanek centra oceanske kotline ob otoškem loku, ki se je začel oblikovati v marginalno kotlino, ki bo postala Andamansko morje. Trenutna faza se je začela pred približno 3-4 milijone let.
Meja med dvema glavnima tektonskima ploščama rezultira v visoki potresni aktivnosti v regiji. Številni potresi so bili zabeleženi in najmanj šest od teh, leta 1797, 1833, 1861, 2004, 2005 in 2007 je imelo magnitudo 8,4 ali več. 26. decembra 2004 je velik del meje med Burmansko ploščo in Indo-avstralsko ploščo zdrsnilo, zaradi česar je v Indijskem oceanu nastal potres leta 2004. Ta potres je imel magnitudo 9,3. Med 1300 in 1600 kilometri meje se je nagubalo in premaknilo za približno 20 metrov, morsko dno se je povzdignilo za več metrov.  Ta porast na morskem dnu je ustvaril ogromen cunami, z ocenjeno višino 28 metrov , ki je ubil okoli 280.000 ljudi ob obalah Indijskega oceana. Prvemu potresu je sledil niz popotresnih sunkov vzdolž loka otokov Andamani in Nicobar. Celoten dogodek je hudo poškodoval ribiško infrastrukturo.

### Vulkanska aktivnost
V morju vzhodno od glavnega otoka skupine Great Andaman, leži otok Barren, samo trenutno aktivni vulkan, povezan z indijsko podcelino. Ta otok vulkan ima premer 3 km in se dviga 354 metrov nad morsko gladino. Njegova nedavna dejavnost nadaljevala v letu 1991, po tihem obdobju skoraj 200 let. To je posledica stalne subdukcije indijske plošče pod otoki lok Andamani, ki sili magmo navzgor na tej lokaciji v burmanski plošči. Zadnji izbruh se je začela 13. maja 2008 in še traja. Vulkanski otok Narcondam, ki leži na severu, je nastal prav na tak način. Vendar pa ne obstajajo evidence o njegovi dejavnosti.

## Hidrologija in klima
Podnebje in slanost vode Andamanskega morja večinoma določajo monsuni jugovzhodne Azije. Temperatura zraka je stabilna čez leto pri 26 °C v februarju in 27 °C v avgustu. Padavin je okoli 3000 mm / leto in se večinoma pojavljajo v poletnih mesecih. Morski tokovi so jugovzhodni in vzhodni pozimi in jugozahodni in severozahodni poleti. Povprečna temperatura površinske vode je 26-28 °C v februarju in 29 °C v maju. Temperatura vode je konstantna pri 4,8 °C na globini 1.600 m in. Slanost je 31.5-32.5 ‰ poleti in 30,0-33,0 ‰ pozimi na južni strani. V severnem delu se zmanjša na 20-25 ‰ zaradi dotoka sladke vode iz reke Iravadi. Plima (dvakrat dnevno) ima amplitudo do 7,2 metra.

## Rastlinstvo
Za obalna območja Andamanskega morja so značilni gozdovi mangrove in morska vegetacija. Mangrove pokrivajo več kot 600 km2  tajskih obal na Malajskem polotoku, morska vegetacija zaseda površino 79 km2. Mangrove so v veliki meri odgovorne za visoko produktivnost obalnih voda - njihove korenine, ki štrlijo iz tal in sedimenti nudijo zavetje pred plenilci in vrtec za ribe in male vodne organizme. Koreninski sistem ščiti obalo od vetra in valov in njihova stelja je del vodne prehranjevalne verige. Pomemben del tajskih gozdov mangrove v Andamanskem morju je bil odstranjen zaradi črpanja kozic ( Palaemonetes). Mangrove so bile tudi precej poškodovane v cunamiju leta 2004. Po tem so jih delno presadili, vendar se njihova površina zaradi človekove dejavnosti še naprej postopoma zmanjšuje.
Drugi pomembni viri hranil predeli z morsko travo in blatno dno iz lagun in obalnih območij. Prav tako ustvarjajo habitat ali začasno zatočišče za mnoge brlogarje in druge organizme. Mnoge vodne vrste se selijo iz in v predele bodisi dnevno ali v nekaterih fazah svojega življenjskega cikla. Človekova dejavnosti, ki škoduje dnu z morsko travo so odpadne vode iz obalne industrije, gojenje kozic in druge oblike obalnega razvoja, kot tudi vlečne mreže in uporaba potisnih mrež. Cunami 2004 je prizadel 3,5% območjih s travo z zamuljenjem in sedimentacijo peska in utrpel 1,5% celotne izgube habitata.

## Živalstvo
Morske vode vzdolž Malajskega polotoka so primerne za rast mehkužcev, obstaja približno 280 užitnih vrst rib, ki pripadajo 75 družinam. Od teh jih 232 vrst (69 družin) najdemo v mangrovah in 149 vrst (51 družin) jih prebiva v morski travi; 101 vrsta je skupna obema habitatoma. Morje gosti tudi številne ranljive živalske vrste, vključno dugong (Dugong dugon), več vrst delfinov, kot je iravadski delfin (Orcaella brevirostris) in štiri vrste morskih želv: kritično ogrožene je želva sedmoproga usnjača (Dermochelys coriacea) in želva kareta (Eletmochelys imbricata) in ogrožena je želva velikanka (Chelonia mydas) in želva (Lepidochelys olivacea). Obstaja le še okoli 150 dugongov, raztresenih med Ranongom  in provinco Satun. Te vrste so občutljive na razgradnjo morske vegetacije.

## Človekova dejavnost
Morje se že dolgo uporablja za ribolov in prevoz blaga med obalnimi državami. Tajska je pridelala približno 943.000 ton rib in drugega morskega življa v letu 2005, in približno 710.000 ton v letu 2000. Od teh 710.000 ton, 490.000 z vlečno mrežo (1.017 plovil), 184.000 z zaporno plavarico (415 plovil), in okoli 30.000 s trnki. Proizvodne številke so precej manjše za Malezijo in so primerljive ali višje za Mjanmar. Pri tekmovanju za ulov prihaja do številnih konfliktov med Mjanmarom in Tajsko. V letih 1998 in 1999 so ti zahtevali smrtne žrtve na obeh straneh in skoraj prerasle v vojaški konflikt. V obeh primerih je posredovala tajska mornarica, ker so burmanska plovila poskušala prestreči tajske ribiške ladje v spornih morskih območjih, v pripravljenosti so bili tudi tajski vojaški lovci. Tajske ribiške ladje se tudi pogosto soočajo z malezijsko mornarico, ki tajsko vlado opozarja, naj svoje ribiče opozori na ribolov brez licence v tujih vodah.
Morje je tudi vir mineralov kot je kositer v sedimentih ob obalah Malezije in na Tajskem. 
Večja pristanišča so Dawei, Mawlamyine, Mergui, Pathein in Jangon v Mjanmaru; George Town in Penang v Maleziji; in Belawan v Indoneziji.
Andamansko morje, zlasti zahodna obala Malajskega polotoka, je bogato s koralnimi grebeni in otoki s spektakularno topografijo, kot so Phuket, otoki Phi Phi, Ko Tapu in otoki province Krabi. Kljub temu, da so bila opustošena po potresu in cunamiju leta 2004, so še vedno priljubljena turistična destinacija. V bližini obale so tudi številni morski narodni parki - 16 samo na Tajskem in štirje od njih so kandidati za vključitev na Unescov seznam svetovne dediščine.